# Dance Macabre
Dance Macabre je enajsti studijski album nizozemske skupine Ekseption. Pred snemanjem albuma je zopet prišlo do nekaj zamenjav. Tokrat sta odšla Peter de Leeuwe in Cor Dekker, zamenjala pa sta ju Johan Slager in Max Werner.

## Seznam skladb
Vsi aranžmaji so delo Ricka van der Lindna.
| A stran | A stran                                                                                   | A stran |
| Št.     | Naslov                                                                                    | Dolžina |
| ------- | ----------------------------------------------------------------------------------------- | ------- |
| 1.      | „The Fifth Symphony (First Part from the 5th Symphony of Beethoven)‟ (L. v. Beethoven)    | 3:02    |
| 2.      | „Italian Concerto (First Part from the Italian Concert of J.S. Bach)‟ (J. S. Bach)        | 2:50    |
| 3.      | „Air (for G-string)‟ (J. S. Bach)                                                         | 4:07    |
| 4.      | „Rhapsody in Blue‟ (G. Gershwin)                                                          | 4:06    |
| 5.      | „Peace Planet (Badinerie from Suite for Orchestra No.2 in B-minor BWV 1067)‟ (J. S. Bach) | 3:26    |
| 6.      | „Sabre Dance‟ (A. I. Hačaturjan)                                                          | 4:06    |

| B stran | B stran                                                                                  | B stran |
| Št.     | Naslov                                                                                   | Dolžina |
| ------- | ---------------------------------------------------------------------------------------- | ------- |
| 1.      | „Concerto (First Piano Concert of Tchaikovsky in B-flat minor Op. 23)‟ (P. I. Čajkovski) | 4:06    |
| 2.      | „Dance De Feu (Danse Rituelle Du Feu pour chasser les Mauvais Esprits)‟ (M. d. Falla)    | 2:46    |
| 3.      | „Adagio‟ (T. Albinoni)                                                                   | 3:40    |
| 4.      | „Dance Macabre (Opus 40)‟ (C. Saint-Saëns)                                               | 2:20    |
| 5.      | „Haydn (Trumpet Concert in B-flat)‟ (J. Haydn)                                           | 2:51    |
| 6.      | „Conchorus‟ (R. v. d. Linden)                                                            | 4:45    |

## Zasedba
Ekseption
- Max Werner – bobni, tolkala, marimba
- Johan Slager – bas kitara, kitara
- Dick Remmelink – saksofon
- Rick van der Linden – klaviature
- Rein van den Broek – trobenta, krilovka, rog